# Svetlana Klyuka
Svetlana Klyuka (en russe : Светлана Клюка), née le 27 décembre 1978, est une athlète russe.
Elle a remporté la médaille d'or sur 800 m aux Universiades de 2005 et l'argent aux Championnats d'Europe un an plus tard.
En juillet 2012, elle fait partie de trois athlètes russes suspendues rétroactivement pour dopage en rayon d'un passeport biologique non conforme.

## Palmarès

### Jeux olympiques d'été
- Jeux olympiques d'été 2008 à Pékin ( Chine)
  - 4e sur 800 m

### Championnats du monde d'athlétisme
- Championnats du monde d'athlétisme de 2003 à Paris ( France)
  - éliminée en demi-finale sur 800 m
- Championnats du monde d'athlétisme de 2007 à Osaka ( Japon)
  - 7e sur 800 m

### Championnats d'Europe d'athlétisme
- Championnats d'Europe d'athlétisme de 2006 à Göteborg ( Suède)
  -  Médaille d'argent sur 800 m
- Championnats d'Europe d'athlétisme de 2010 à Barcelone ( Espagne)
  - disqualifiée pour dopage sur 800 m

## Records personnels
- 400 m - 53 s 12 à Moscou, le 11 juin 2008
- 800 m - 1 min 56 s 64 à Kazan, le 18 juillet 2008

## Sources
- (en) Cet article est partiellement ou en totalité issu de l’article de Wikipédia en anglais intitulé « Svetlana Klyuka » (voir la liste des auteurs).